# أرشيبالد ماكينون
أرشيبالد ماكينون هو مجدف كندي، ولد في 13 يناير 1937 في كرانبروك في كندا.

## وصلات خارجية
- أرشيبالد ماكينون على موقع الاتحاد الدولي للتجديف (الإنجليزية)
- أرشيبالد ماكينون على موقع اللجنة الأولمبية الدولية (الإنجليزية)
- أرشيبالد ماكينون على موقع أوليمبيديا (الإنجليزية)
- أرشيبالد ماكينون على موقع اللجنة الأولمبية الكندية (الإنجليزية)
- أرشيبالد ماكينون على موقع اتحاد ألعاب الكومنولث (مؤرشف) (الإنجليزية)
- أرشيبالد ماكينون على موقع قاعة كندا للمشاهير الرياضية (الإنجليزية)